# Mylabris
Mylabris es un género de coleópteros polífagos de la familia Meloidae que cuenta actualmente con 17 especies en la fauna ibérica y un total de 52 especies en toda Europa; el género se extiende por otras zonas del paleártico como el norte de África y Asia, hasta el oeste de China. Tienen élitros rojos con manchas o bandas negras.

## Ciclo biológico
Como muchos de los coleópteros Meloidae tiene un ciclo biológico muy complejo. Se alimentan durante la fase larvaria de huevos y larvas de saltamontes.

## Especies
Especies en España:
- Mylabris amori
- Mylabris dejeani
- Mylabris flexuosa
- Mylabris hieracii
- Mylabris impressa
- Mylabris maculosopunctata
- Mylabris nevadensis
- Mylabris oleae
- Mylabris pauper
- Mylabris platai
- Mylabris quadripunctata
- Mylabris schreibersi
- Mylabris sobrina
- Mylabris tricincta
- Mylabris uhagonii
- Mylabris variabilis
- Mylabris varians

Lista completa de especies:
- Mylabris ajantaensis
- Mylabris alicae
- Mylabris alpicola
- Mylabris alterna
- Mylabris alternata
- Mylabris andongoana
- Mylabris angustissima
- Mylabris aperta
- Mylabris apiceguttata
- Mylabris apicenigra
- Mylabris arctefasciata
- Mylabris argyrosticta
- Mylabris atricornis
- Mylabris barezensis
- Mylabris basibicincta
- Mylabris batesi
- Mylabris behanzini
- Mylabris bella
- Mylabris bicincta
- Mylabris bifasciata
- Mylabris bifucata
- Mylabris bihumerosa
- Mylabris bisseptemmaculata
- Mylabris bissexguttata
- Mylabris bistillata
- Mylabris bululuensis
- Mylabris buqueti
- Mylabris burmeisteri
- Mylabris carinifrons
- Mylabris carneofasciata
- Mylabris cernyi
- Mylabris chariensis
- Mylabris chisambensis
- Mylabris coecus
- Mylabris connexa
- Mylabris convexior
- Mylabris coryniformis
- Mylabris delhiensis
- Mylabris dentata
- Mylabris derosa
- Mylabris desertica
- Mylabris dicincta
- Mylabris dilloni
- Mylabris discorufescens
- Mylabris discrepens
- Mylabris dispar
- Mylabris dohrni
- Mylabris dumolini
- Mylabris duodecimguttata
- Mylabris entebbensis
- Mylabris ertii
- Mylabris escherichi
- Mylabris fenestrata
- Mylabris fiesi
- Mylabris flavoguttata
- Mylabris florianii
- Mylabris foveithorax
- Mylabris fuliginosa
- Mylabris funeraria
- Mylabris gamicola
- Mylabris ghazniana
- Mylabris goaensis
- Mylabris guptai
- Mylabris haemacta
- Mylabris hilaris
- Mylabris himalayaensis
- Mylabris hollebekei
- Mylabris holosericea
- Mylabris humeralis
- Mylabris hybrida
- Mylabris irrorata
- Mylabris jacob
- Mylabris kambovensis
- Mylabris kodymi
- Mylabris lactimala
- Mylabris lanigera
- Mylabris lateplagiata
- Mylabris lavaterae
- Mylabris liquida
- Mylabris maculicornis
- Mylabris maculosa
- Mylabris mandibularis
- Mylabris manophorus
- Mylabris manorensis
- Mylabris manowensis
- Mylabris marschalli
- Mylabris matabele
- Mylabris matoppoena
- Mylabris mediorientalis
- Mylabris mirzayani
- Mylabris mocquerysi
- Mylabris muata
- Mylabris nathi
- Mylabris neavei
- Mylabris nigricaudus
- Mylabris nubica
- Mylabris oculata
- Mylabris ongueriana
- Mylabris opacula
- Mylabris orientali
- Mylabris palliata
- Mylabris pallipes
- Mylabris paulinoi
- Mylabris pertinax
- Mylabris phelopsis
- Mylabris picteti
- Mylabris pilifera
- Mylabris plagiata
- Mylabris pluvialis
- Mylabris poggii
- Mylabris postsexmaculata
- Mylabris postunifasciata
- Mylabris praestans
- Mylabris pruinosa
- Mylabris pseudoemiliae
- Mylabris pubescens
- Mylabris pulchra
- Mylabris raja
- Mylabris recognita
- Mylabris rorifera
- Mylabris rufitarsis
- Mylabris rufonotata
- Mylabris rutilicollis
- Mylabris rutilipupes
- Mylabris salaamensis
- Mylabris sanghana
- Mylabris scalaris
- Mylabris sedecimguttata
- Mylabris semilutea
- Mylabris seminigra
- Mylabris semivittata
- Mylabris sennae
- Mylabris severini
- Mylabris sibutensis
- Mylabris sibylae
- Mylabris solanensis
- Mylabris somalica
- Mylabris subelongata
- Mylabris submetallica
- Mylabris submetalliceps
- Mylabris svacopina
- Mylabris testaceilabris
- Mylabris testudo
- Mylabris tettensis
- Mylabris thunbergi
- Mylabris tibialis
- Mylabris tillensis
- Mylabris tindila
- Mylabris trifasciata
- Mylabris trifolia
- Mylabris trigonalis
- Mylabris tripunctata
- Mylabris tristigma
- Mylabris tristriguttata
- Mylabris trivittis
- Mylabris unicincta
- Mylabris versuta
- Mylabris vestita
- Mylabris vicinalis
- Mylabris viridescens
- Mylabris viridimetallica
- Mylabris zigzaga